# The Shirelles
The Shirelles, tjej-popgrupp bildad i Passaic, New Jersey, USA år 1958.
The Shirelles bestod av de fyra sångerskorna Doris Coley, Addie "Micki" Harris, Beverly Lee, och Shirley Owens, som senare bytte namn till Shirley Alston och Shirley Alston Reeves. De kände varandra sedan high school i New Jersey. Sin debut i större sammanhang gjorde de 1958 på legendariska Apollo Theater i New York. Gruppen kom att influera senare kvinnliga artister, och även manliga. Gruppen fick sina största hits under det tidiga 1960-talet. "Soldier Boy" (Florence Greenburg/Luther Dixon), "Tonight's the Night" (Luther Dixon/Shirley Owens), "Mama Said" (Willie Denson/Luther Dixon), "Then He Kissed Me" (Phil Spector/Ellie Greenwich/Jeff Barry), "Will You Love Me Tomorrow" (Gerry Goffin/Carole King), "Dedicated to the One I Love" (Ralph Bass/Lowman Pauling) och "Baby It's You" (Burt Bacharach/Mack David/Barney Williams), som The Beatles spelade in som cover på deras LP-album "Please Please Me" utgiven i Storbritannien 22 mars 1963, är några stora hits gruppen framfört. The Beatles spelade också in "Boys" (Luther Dixon/Wes Farrell) som The Shirelles tidigare spelat in. 
Gruppen fortsatte under 1970-talet med en mindre men stadig publik fram till 1982 då man beslöt upplösa gruppen. The Shirelles invaldes i Rock and Roll Hall of Fame år 1996.

## Diskografi
Studioalbum
- 1961: Tonight's the Night
- 1961: The Shirelles Sing to Trumpets and Strings
- 1962: Baby It's You
- 1962: The Shirelles and King Curtis Give a Twist Party (med King Curtis)
- 1963: Foolish Little Girl
- 1963: It's a Mad, Mad, Mad, Mad World
- 1965: The Shirelles Swing the Most
- 1965: Hear and Now
- 1967: Spontaneous Combustion (Livealbum)
- 1968: Eternally, Soul (med King Curtis)
- 1972: Happy and in Love
- 1973: The Shirelles
- 1976: The Shirelles: Let's Give Each Other Love

Samlingsalbum
- 1963: Greatest Hits
- 1964: The Shirelles Sing the Golden Oldies
- 1967: Greatest Hits, Vol. 2
- 1972: Remember When
- 1975: The Very Best of The Shirelles

Singlar
- 1958: I Met Him On A Sunday (Ronde-Ronde) / I Want You To Be My Boyfriend
- 1959: Dedicated to the One I Love / Look a Here Baby
- 1960: Tonight's the Night / The Dance is Over
- 1960: Will You Love Me Tomorrow / Boys
- 1961: Mama Said / Blue Holiday
- 1961: A Thing of the Past / What a Sweet Thing That Was
- 1961: Big John / Twenty-One
- 1961: Baby It's You / The Things I Want To Hear (Pretty Words)
- 1962: Soldier Boy / Love Is a Swingin' Thing
- 1962: Welcome Home, Baby / Mama, Here Comes the Bride
- 1962: Stop the Music / It's Love That Really Counts (In the Long Run)
- 1962: Everybody Loves a Lover / Instant Love
- 1963: Foolish Little Girl / Not For All the Money In the World
- 1963: Don't Say Goodnight and Mean Goodbye / I Don't Want to Hurt You
- 1963: What Does a Girl Do? / Don't Let it Happen to Us
- 1963: It's a Mad, Mad, Mad, Mad World / 31 Flavors
- 1964: Tonight You're Gonna Fall In Love With Me / 20th Century Rock N'Roll
- 1964: Sha-la-la / Everybody Loves A Lover
- 1964: Thank You Baby / Dooms Day
- 1964: Maybe Tonight / Lost Love
- 1964: Are You Still My Baby / I Saw a Tear
- 1965: March (You'll Be Sorry) / Everybody's Goin' Mad
- 1965: My Heart Belongs To You / Love That Man
- 1966: Shades of Blue / After Midnight
- 1967: Don't Go Home (My Little Darlin') / Nobody Baby After You
- 1967: Last Minute Miracle / March